# آنها زندگی را دوست داشتند
آن‌ها زندگی را دوست داشتند فیلمی به کارگردانی احمد صفایی و نویسندگی مصطفی بسیجی محصول سال ۱۳۴۲ است.

## خلاصه داستان
دختر و پسر جوانی که قصد ازدواج دارند با مخالفت والدین پسر روبرو هستند...

## بازیگران
- نادر بیات
- فریده نصیری
- مصطفی بسیجی
- منصور سپهرنیا
- پروین قاضی بیات
- رحیم روشنیان
- سوسن مهاجر
- فرخنده عمیمی نژاد
- شاهپور محمدی